# João Batista Ferreira de Azevedo
João Batista Ferreira de Azevedo (1829-1889) foi um empresário brasileiro.
Foi um dos fundadores da Associação Comercial de Porto Alegre e também um fundadores e primeiros diretores do Banco da Província do Rio Grande do Sul, em 1858.
Fundou, com Antônio Macedo Freitas da Silveira e Joaquim José de Macedo Freitas da Silveira, a mais antiga empresa em operação no Rio Grande do Sul, a Macedo, Irmão & Azevedo, em 9 de abril de 1855, criada para suprir o mercado com importações de sal, inicialmente da Itália e da Espanha, necessário para a produção de charque.

## Fonte de referência
- Jornal do Comércio - Empresas Centenárias